# 모노드로미
수학에서 모노드로미(영어: monodromy)는 피복 공간이 특이점 주변에서 보이는 구조를 나타내는 수학적 대상이다.

## 정의
{\displaystyle X}가 연결 국소 연결 공간이라고 하자. {\displaystyle p\colon {\tilde {X}}\to X}가 {\displaystyle X}의 피복 공간이라고 하자. 또한, {\displaystyle x\in X}에 대하여 {\displaystyle F=p^{-1}(x)}가 그 올(fiber)이라고 하자.
폐곡선 {\displaystyle \gamma \colon [0,1]\to X}가 {\displaystyle x}에서 시작하고 끝난다고 하자. 즉, {\displaystyle \gamma (0)=\gamma (1)=x}이다. 그렇다면 이 폐곡선을 피복 공간으로 올려(lift) {\displaystyle {\tilde {\gamma }}\colon [0,1]\to {\tilde {X}}}를 생각할 수 있다. 이 곡선은 더 이상 일반적으로 폐곡선이 아니다. {\displaystyle {\tilde {\gamma }}}가 {\displaystyle {\tilde {x}}_{1}\in F}에서 시작하여 {\displaystyle {\tilde {x}}_{2}\in F}에 끝난다고 하자. 이에 따라, 이를 기본군 {\displaystyle \pi _{1}(X,x)}의 {\displaystyle F}에 대한 군의 작용으로 생각할 수 있다. 이 작용을 모노드로미 작용(monodromy action)이라고 하며, 군 준동형 {\displaystyle \pi _{1}(X,x)\to \operatorname {Aut} (F)}의 상을 모노드로미 군(monodromy group)이라고 한다.

## 예

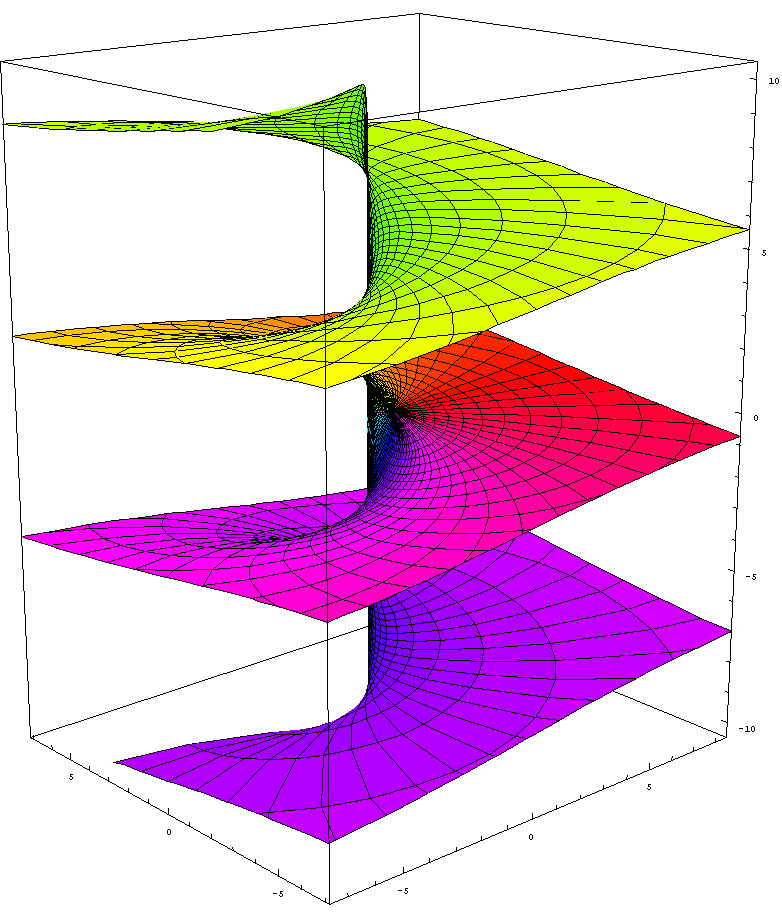
복소 로그로 의하여 주어지는 복소 평면의 피복 공간

모노드로미는 복소해석학에서 중요한 역할을 한다. 예를 들어, 복소 로그 {\displaystyle \log(z)}를 원점을 한 번 도는 폐곡선을 따라 해석적 연속을 통하여 연장하면, 시작한 점에서 {\displaystyle 2\pi i}만큼 다른 값을 얻는다. 복소 로그를 {\displaystyle p\colon \mathbb {C} \to \mathbb {C} \setminus \{0\}} 꼴의 피복 공간으로 생각하면, {\displaystyle x\in \mathbb {R} ^{+}}에 대응하는 올은 {\displaystyle F=\{\log(x)+2\pi ni|n\in \mathbb {Z} \}}이다. {\displaystyle \mathbb {C} \setminus \{0\}}의 기본군은 그 감음수로 나타내어지는 {\displaystyle \pi _{1}(\mathbb {C} \setminus \{0\})=\mathbb {Z} }이므로, 그 모노드로미 작용은 {\displaystyle n\colon \log(x)\mapsto \log(x)+2\pi ni}임을 알 수 있고, 그 모노드로미 군은 {\displaystyle \mathbb {Z} }이다.
리만 기하학의 홀로노미도 모노드로미의 일종으로 생각할 수 있다.

## 같이 보기
- 초기하함수